# کلودیو پلوسی
کلودیو پلوسی (انگلیسی: Claudio Pelosi؛ زادهٔ ۲۹ مهٔ ۱۹۶۶) بازیکن فوتبال اهل ایتالیا است.
از باشگاه‌هایی که در آن بازی کرده‌است می‌توان به باشگاه فوتبال آسکولی، باشگاه فوتبال فروزینونه، باشگاه فوتبال کرمونزه، باشگاه فوتبال کاتانیا، باشگاه فوتبال پیستویزه، باشگاه فوتبال امپولی، و باشگاه فوتبال ترنانا اشاره کرد.